# Collines-rhodaniennes
Le collines-rhodaniennes, appelé vin de pays des collines rhodaniennes jusqu'en 2009, est un vin français d'indication géographique protégée (le nouveau nom des vins de pays) de zone qui couvre l'arrière-pays des côtes du Rhône septentrionaux, entre les coteaux du Gier sud de la région lyonnaise et le Diois.

## Géographie
Il se situe sur certains cantons du sud du Rhône, de la Loire, de l'Isère dite rhodanienne, du nord de la Drôme ainsi que du nord de l'Ardèche.

### Zone de production

#### Les communes de l'Ardèche
96 communes sont concernées dans l'Ardèche :
Alboussière, Andance, Annonay, Ardoix, Arlebosc, Arras-sur-Rhône, Beauchastel, Bogy, Bozas, Boucieu-le-Roi, Boulieu-lès-Annonay, Brossainc, Champagne, Champis, Charmes-sur-Rhône, Charnas, Châteaubourg, Cheminas, Colombier-le-Cardinal, Colombier-le-Jeune, Colombier-le-Vieux, Cornas, Coux, Le Crestet, Davézieux, Désaignes, Dunière-sur-Eyrieux, Eclassan, Empurany, Étables, Félines, Flaviac, Gilhac-et-Bruzac, Gilhoc-sur-Ormèze, Glun, Guilherand-Granges, Lafarre, Lalouvesc, Lamastre, Lemps, Limony, Mauves, Monestier, Les Ollières-sur-Eyrieux, Ozon, Pailharès, Peaugres, Peyraud, Plats, Préaux, Quintenas, Roiffieux, Rompon, Saint-Alban-d'Ay, Saint-Barthélemy-le-Plain, Saint-Cierge-la-Serre, Saint-Clair, Saint-Cyr, Saint-Désirat, Saint-Étienne-de-Valoux, Saint-Félicien, Saint-Fortunat-sur-Eyrieux, Saint-Georges-les-Bains, Saint-Jacques-d'Atticieux, Saint-Jean-de-Muzols, Saint-Jeure-d'Ay, Saint-Julien-Vocance, Saint-Laurent-du-Pape, Saint-Marcel-lès-Annonay, Saint-Michel-de-Chabrillanoux, Saint-Péray, Saint-Pierre-sur-Doux, Saint-Romain-d'Ay, Saint-Romain-de-Lerps, Saint-Sylvestre, Saint-Symphorien-de-Mahun, Saint-Victor, Saint-Vincent-de-Durfort, Sarras, Satillieu, Savas, Sécheras, Serrières, Soyons, Talencieux, Thorrenc, Toulaud, Tournon-sur-Rhône, Vanosc, Vaudevant, Vernosc-lès-Annonay, Villevocance, Vinzieux, Vion, Vocance, La Voulte-sur-Rhône.

#### Les communes de la Drôme
123 communes sont concernées dans la Drôme :
Aix-en-Diois, Albon, Alixan, Allex, Andancette, Anneyron, Aouste-sur-Sye, Arthémonay, Aubenasson, Aurel, La Répara-Auriples, Autichamp, Barcelonne, Barnave, Barsac, Bathernay, Beaufort-sur-Gervanne, Beaumont-Monteux, Beausemblant, Bésayes, Bren, Chabeuil, Chabrillan, Le Chalon, Chamaloc, Chanos-Curson, Chantemerle-les-Blés, Charmes-sur-l'Herbasse, Chastel-Arnaud, Châteaudouble, Châteauneuf-de-Galaure, Châteauneuf-sur-Isère, Châtillon-en-Diois, Châtillon-Saint-Jean, Chatuzange-le-Goubet, Chavannes, Claveyson, Clérieux, Crépol, Crest, Crozes-Hermitage, Die, Divajeu, Érôme, Espenel, Eurre, Fay-le-Clos, Francillon-sur-Roubion, Génissieux, Gervans, Geyssans, Grane, Granges-les-Beaumont, Larnage, Laval-d'Aix, Laveyron, Luc-en-Diois, Malissard, Margès, Marignac-en-Diois, Marsaz, Menglon, Mercurol, Mirabel-et-Blacons, Miribel, Molières-Glandaz, Montchenu, Montclar-sur-Gervanne, Montélier, Montlaur-en-Diois, Montmaur-en-Diois, Montmeyran, Montmiral, Montoison, Montvendre, La Motte-de-Galaure, Mours-Saint-Eusèbe, Mureils, Parnans, Peyrins, Piégros-la-Clastre, Ponet-et-Saint-Auban, Ponsas, Pontaix, Pont-de-l'Isère, Poyols, Puy-Saint-Martin, Ratières, Recoubeau-Jansac, La Roche-de-Glun, La Roche-sur-Grane, Romans-sur-Isère, Romeyer, Saillans, Saint-Andéol, Saint-Avit, Saint-Bardoux, Saint-Barthélemy-de-Vals, Saint-Benoit-en-Diois, Saint-Bonnet-de-Valclérieux, Sainte-Croix, Saint-Donat-sur-l'Herbasse, Saint-Julien-en-Quint, Saint-Laurent-d'Onay, Saint-Martin-d'Août, Saint-Michel-sur-Savasse, Saint-Paul-lès-Romans, Saint-Rambert-d'Albon, Saint-Roman, Saint-Sauveur-en-Diois, Saint-Uze, Saint-Vallier, Saou, Serves-sur-Rhône, Soyans, Suze, Tain-l'Hermitage, Triors, Upie, Vachères-en-Quint, Valence, Veaunes, Vercheny.

#### Les communes de l'Isère
40 communes sont concernées dans l'Isère :
Agnin, Anjou, Assieu, Auberives-sur-Varèze, Bougé-Chambalud, Chanas, La Chapelle-de-Surieu, Chasse-sur-Rhône, Cheyssieu, Chonas-l'Amballan, Chuzelles, Clonas-sur-Varèze, Les Côtes-d'Arey, Estrablin, Eyzin-Pinet, Jardin, Luzinay, Moidieu-Détourbe, Le Péage-de-Roussillon, Pont-Évêque, Reventin-Vaugris, Les Roches-de-Condrieu, Roussillon, Sablons, Saint-Alban-du-Rhône, Saint-Clair-du-Rhône, Saint-Lattier, Saint-Maurice-l'Exil, Saint-Prim, Saint-Romain-de-Surieu, Saint-Sorlin-de-Vienne, Salaise-sur-Sanne, Septème, Serpaize, Seyssuel, Sonnay, Vernioz, Vienne, Ville-sous-Anjou, Villette-de-Vienne.

#### Les communes de la Loire
22 communes sont concernées dans la Loire :
Bessey, Cellieu, Chagnon, La Chapelle-Villars, Châteauneuf, Chavanay, Chuyer, Dargoire, Lupé, Maclas, Malleval, Pélussin, Roisey, Saint-Appolinard, Genilac, Saint-Joseph, Saint-Martin-la-Plaine, Saint-Michel-sur-Rhône, Saint-Pierre-de-Bœuf, Tartaras, Véranne, Vérin.

#### Les communes du Rhône
17 communes sont concernées dans le Rhône :
Ampuis, Condrieu, Échalas, Les Haies, Loire-sur-Rhône, Longes, Rontalon, Soucieu-en-Jarrest, Sainte-Colombe, Saint-Cyr-sur-le-Rhône, Saint-Didier-sous-Riverie, Saint-Jean-de-Touslas, Saint-Maurice-sur-Dargoire, Saint-Romain-en-Gal, Saint-Sorlin, Trèves, Tupin-et-Semons.

### Sols
Les sols qui prédominent sont les granites, roches leptynites, anatexites et gneiss. Le point commun des sols de la zone comprenant quartz, mica blanc et noir, est leur fort pouvoir d'accumulation de la chaleur, qui favorise la maturation des raisins.

### Climat
Le climat est tempéré océanique sous double influence continentale et méditerranéenne.

## Vignoble
Cette labellisation est parfois utilisée volontairement par les viticulteurs des Côtes du Rhône septentrionales pour produire des vins différant des critères de l'AOC.

### Les différents vins
Il existe neuf labellisations différentes :
- Collines Rhodaniennes blanc[5]
- Collines Rhodaniennes blanc Mousseux[6]
- Collines Rhodaniennes primeur ou nouveau blanc[7]
- Collines Rhodaniennes primeur ou nouveau rosé[8]
- Collines Rhodaniennes primeur ou nouveau rouge[9]
- Collines Rhodaniennes rosé[10]
- Collines Rhodaniennes rosé Mousseux[11]
- Collines Rhodaniennes rouge[12]
- Collines Rhodaniennes rouge Mousseux[13]

Les vins rouges représentent 65 % de la production, les blancs 25 %.

## Méthodes culturales et réglementaires
Utilisation de barriques d'acacia par exemple, vin de type paille en dehors de l'appellation hermitage, production de vin avec des sucres résiduels. 
C'est aussi le label d'une partie non classée du vignoble septentrional rennaissant : le vignoble de Seyssuel.

## Encépagement
Vins rouges et rosés : syrah, merlot, gamay
Vins blancs : viognier, marsanne, roussanne, chardonnay, aligoté.

## Types de vin

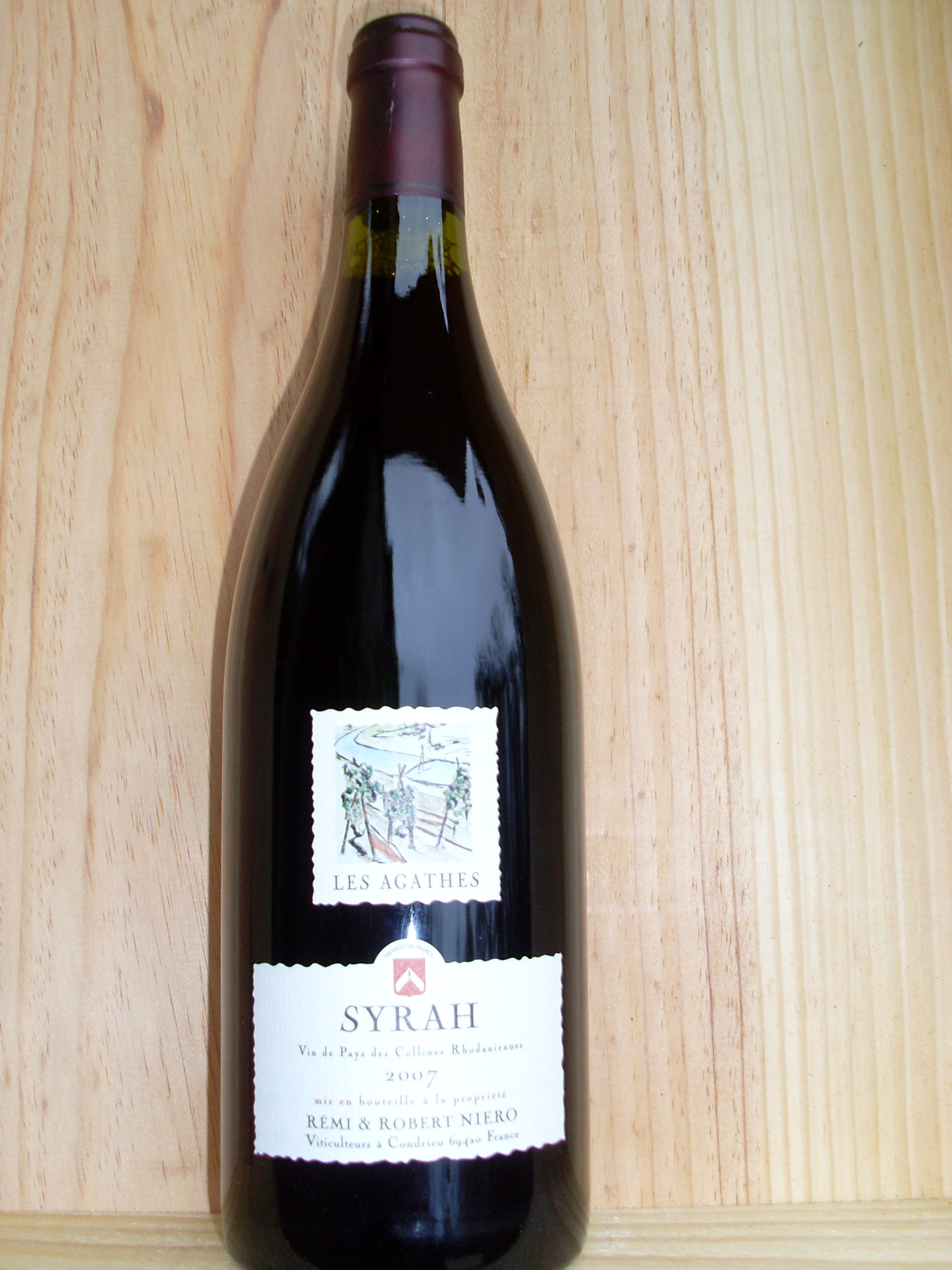
IGP collines-rhodaniennes, Domaine Niero
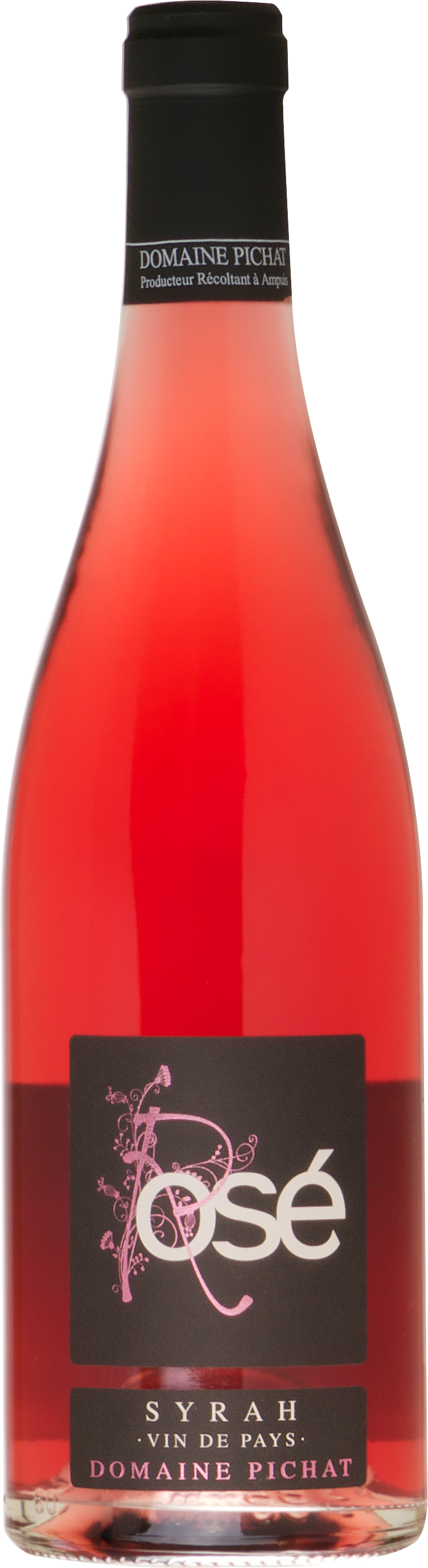
IGP collines-rhodaniennes, rosé de syrah